# Gesundheitspreis der Stadt Wien
Der Gesundheitspreis der Stadt Wien ist ein Preis der Stadt Wien.

## Gesundheitspreis
Der Gesundheitspreis wurde 2011 in den Kategorien Ambulant, Stationär, Gesundheitsförderung und Prävention, Schule/Jugend und Medien/Öffentlichkeitsarbeit ausgeschrieben und ist insgesamt mit 14.500 Euro dotiert. Der Preis wurde 2011 im 16. Jahr vergeben.

## Preisträger 2010
Ambulant
- 1. Preis: Fit For Fire Fighting, Berufsfeuerwehr Wien
- 2. Preis: HIV-spezifische Hauskrankenpflege, HIV-mobil
- 3. Preis: Babynest, Wilhelminenspital

Stationär
- 1. Preis: Beratung und Schulung durch Pflegende für an COPD erkrankte Erwachsene, Allgemeines Krankenhaus der Stadt Wien
- 2. Preis: Klinischer Pfad primäres Melanom, Krankenhaus Hietzing
- 3. Preis: Drogenbaby-Projekt, Gottfried von Preyer’sches Kinderspital
- 3. Preis: Nintendo WII, Neue Technologien in der geriatrischen Betreuung, Otto-Wagner-Spital

Gesundheitsförderung und Prävention
- 1. Preis: Gesundheit für wohnungslose Frauen, Männer und Familien in Wien, FEM/MEN
- 2. Preis: Schaukochen gegen Anorexie, Kuratorium Wiener Pensionisten-Wohnhäuser
- 3. Preis: Gemeinsam abnehmen, Wilhelminenspital
- 3. Preis: Freizeit-Plattform, Hilfsgemeinschaft der Blinden und Sehschwachen Österreichs

Schule und Jugend
- 1. Preis: Kinder helfen sich selbst und helfen anderen, Kidsrun4kids
- 2. Preis: Gesundheitsförderung für Arbeit suchende Jugendliche, health4you(th)
- 3. Preis: Softwaresystem Gesund&fit per Handy, HTL Wien 16
- 3. Preis: Der rote Anker, Kinder und Jugendliche begegnen dem Tod, CS Hospiz Rennweg

Medien und Öffentlichkeitsarbeit
- 1. Preis: Heilendes Grün, Garten Therapie Werkstatt
- 2. Preis: Buchprojekt Schilddrüsenchirurgie, Kaiserin-Elisabeth-Spital
- 3. Preis: Buchprojekt Das Gewebesicherheitsrecht, Katharina Polster
- 3. Preis: Schlaganfällig, Coverstory, Zeitschrift profil, Johanna Awad-Geissler

## Preisträger 2011
Ambulant
- 1. Preis: Muttersprachliche Diabetesschulung türkischer Patienten, Wilhelminenspital

Stationär
- 1. Preis: SIM-Baby Donauspital, Der Simulator hat das Aussehen eines etwa einjährigen Kindes, Sozialmedizinisches Zentrum Ost – Donauspital

Gesundheitsförderung und Prävention
- 1. Preis: Gesund kochen und appetitanregend präsentieren, Kuratorium Wiener Pensionisten-Wohnhäuser

Schule und Jugend
- 1. Preis: Mobbing im Internet verhindern, Stop (Cyber-) Mobbing@ibc-:, International Business College

Medien und Öffentlichkeitsarbeit mit drei Anerkennungspreisen
- Gesünder leben durch Lesen, Claudia Richter, Die Presse
- Dein Wohlstand-Überlebens-Ratgeber, Erwin Steiner, medical basics sports academy
- Film Mehr als ich kann, Herbert Link